# Wereldkampioenschappen veldrijden 2012
De wereldkampioenschappen veldrijden 2012 werden gehouden in het weekend van 28 en 29 januari 2012 in de Belgische gemeente Koksijde. Het specifieke van deze locatie is dat de wedstrijd zich afspeelt in de duinen. De hellingen van de duinen zorgen voor natuurlijke tribunes, waardoor het publiek een mooi overzicht heeft over het parcours. Speciaal in deze editie is de introductie van een nieuwe, nog niet benoemde duin. Deze is na het WK 2012 naar de nieuwe wereldkampioen Niels Albert genoemd. Dit wordt dan de derde belangrijkste duin van de gemeente, na de Hoge Blekker (hoogste duin van de kust) en de Herygersduin, genoemd naar Paul Herygers die hier in 1994 wereldkampioen werd.
Opvallend aan dit WK bij de elite mannen was dat al de 7 geselecteerde Belgen de eerste 7 plaatsen bezetten.

## Uitslagen

#### Mannen, elite
| Plaats | Renner               | Land             | Tijd     |
| ------ | -------------------- | ---------------- | -------- |
|        | Niels Albert         | België           | 1u06'07" |
| Zilver | Rob Peeters          | België           | + 24"    |
| Brons  | Kevin Pauwels        | België           | + 30"    |
| 4.     | Tom Meeusen          | België           | + 34"    |
| 5.     | Bart Aernouts        | België           | + 35"    |
| 6.     | Klaas Vantornout     | België           | + 1'09"  |
| 7.     | Sven Nys             | België           | + 1'11"  |
| 8.     | Radomír Šimůnek      | Tsjechië         | + 2'15"  |
| 9.     | Philipp Walsleben    | Duitsland        | + 2'24"  |
| 10.    | Simon Zahner         | Zwitserland      | + 2'31"  |
| 11.    | Steve Chainel        | Frankrijk        | + 2'37"  |
| 12.    | Francis Mourey       | Frankrijk        | + 2'48"  |
| 13.    | Zdeněk Štybar        | Tsjechië         | + 3'17"  |
| 14.    | Aurélien Duval       | Frankrijk        | + 3'41"  |
| 15.    | Niels Wubben         | Nederland        | + 3'41"  |
| 16.    | Julien Taramarcaz    | Zwitserland      | + 3'42"  |
| 17.    | Gerben de Knegt      | Nederland        | + 3'42"  |
| 18.    | Ryan Trebon          | Verenigde Staten | + 4'02"  |
| 19.    | Marcel Meisen        | Duitsland        | + 4'06"  |
| 20.    | José Antonio Hermida | Spanje           | + 4'06"  |

#### Mannen, beloften
| Plaats | Renner                  | Land        | Tijd    |
| ------ | ----------------------- | ----------- | ------- |
|        | Lars van der Haar       | Nederland   | 49'20"  |
| Zilver | Wietse Bosmans          | België      | + 1"    |
| Brons  | Michiel van der Heijden | Nederland   | + 4"    |
| 4.     | Arnaud Jouffroy         | Frankrijk   | + 5"    |
| 5.     | Laurens Sweeck          | België      | + 50"   |
| 6.     | Marek Konwa             | Polen       | + 56"   |
| 7.     | Mike Teunissen          | Nederland   | + 1'03" |
| 8.     | Arnaud Grand            | Zwitserland | + 1'13" |
| 9.     | David Menut             | Frankrijk   | + 1'13" |
| 10.    | Gianni Vermeersch       | België      | + 1'28" |

#### Jongens, junioren
| Plaats | Renner               | Land      | Tijd    |
| ------ | -------------------- | --------- | ------- |
|        | Mathieu van der Poel | Nederland | 43'36"  |
| Zilver | Wout van Aert        | België    | + 8"    |
| Brons  | Quentin Jauregui     | Frankrijk | + 21"   |
| 4.     | Quinten Hermans      | België    | + 21"   |
| 5.     | Daan Soete           | België    | + 21"   |
| 6.     | Yorben Van Tichelt   | België    | + 48"   |
| 7.     | Silvio Herklotz      | Duitsland | + 1'00" |
| 8.     | Daan Hoeyberghs      | België    | + 1'25" |
| 9.     | Romain Seigle        | Frankrijk | + 1'32" |
| 10.    | Victor Koretzky      | Frankrijk | + 2'11" |

#### Vrouwen

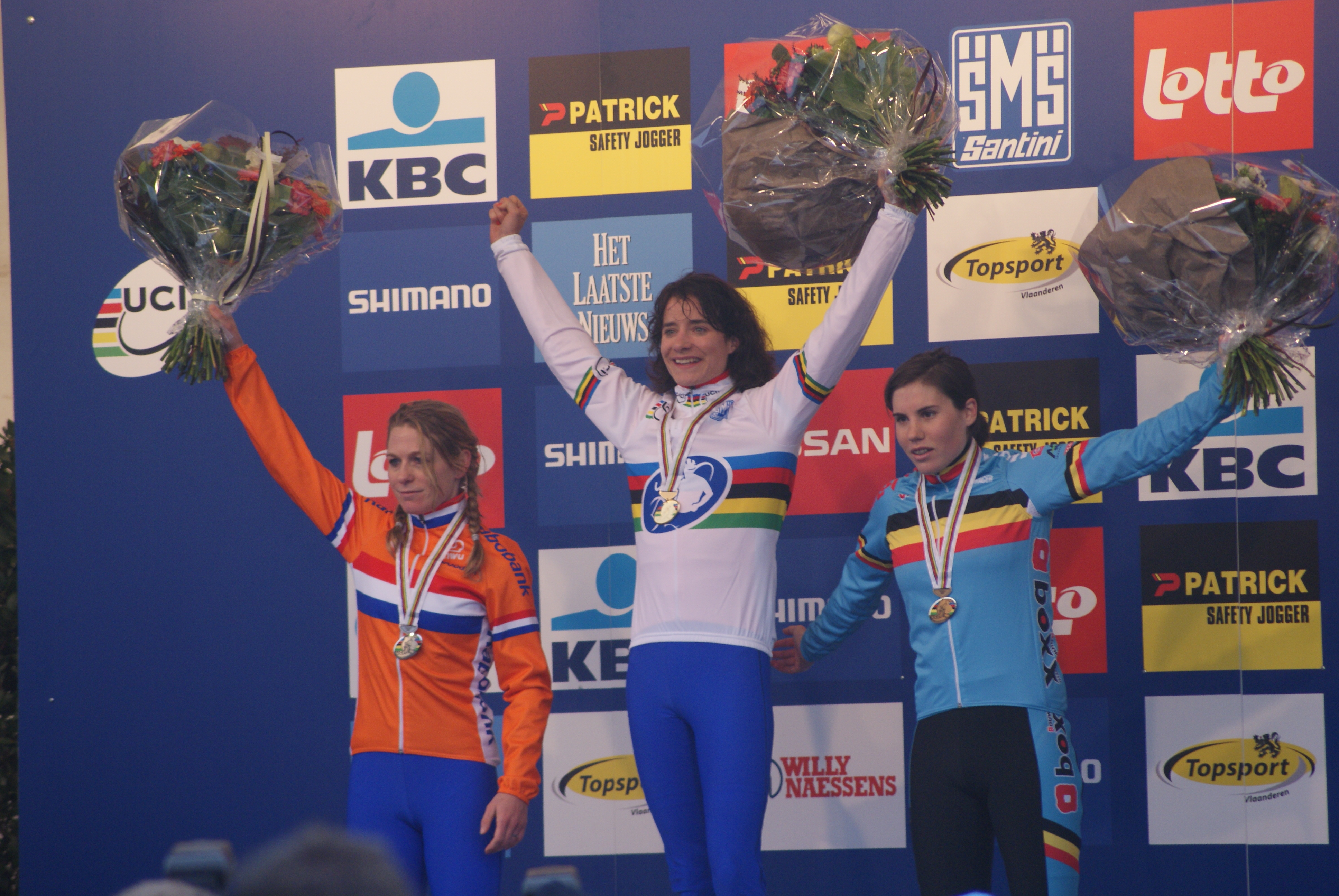
Het podium met v.l.n.r. Daphny Van den Brand, Marianne Vos en Sanne Cant

| Plaats | Renster               | Land                | Tijd    |
| ------ | --------------------- | ------------------- | ------- |
|        | Marianne Vos          | Nederland           | 49'20"  |
| Zilver | Daphny van den Brand  | Nederland           | + 0'38" |
| Brons  | Sanne Cant            | België              | + 0'38" |
| 4.     | Sanne van Paassen     | Nederland           | + 0'49" |
| 5.     | Katherine Compton     | Verenigde Staten    | + 0'53" |
| 6.     | Nikki Harris          | Verenigd Koninkrijk | + 1'03" |
| 7.     | Sophie de Boer        | Nederland           | + 1'05" |
| 8.     | Kateřina Nash         | Tsjechië            | + 1'11" |
| 9.     | Jasmin Achermann      | Zwitserland         | + 1'12" |
| 10.    | Lucie Chainel-Lefevre | Frankrijk           | + 1'54" |

## Medaillespiegel
| Plaats | Land      | Goud | Zilver | Brons | Totaal |
| 1      | Nederland | 3    | 1      | 1     | 5      |
| 2      | België    | 1    | 3      | 2     | 6      |
| 3      | Frankrijk | 0    | 0      | 1     | 1      |
| Totaal | Totaal    | 4    | 4      | 4     | 12     |